# (3137) Horky
(3137) Horky (1982 SM1; 1971 UC2; 1976 AC) ist ein ungefähr sieben Kilometer großer Asteroid des inneren Hauptgürtels, der am 16. September 1982 vom tschechischen (damals: Tschechoslowakei) Astronomen Antonín Mrkos am Kleť-Observatorium auf dem Kleť in der Nähe von Český Krumlov in der Tschechischen Republik (IAU-Code 046) entdeckt wurde.

## Benennung
(3137) Horky wurde nach dem tschechischen Berg Horky benannt, auf dem der Entdecker Antonín Mrkos 1939 sein erstes Teleskop benutzte.